# William Johnston Dawson
William Johnston Dawson (*  bei Edenton, Chowan County, Province of North Carolina; † 1796 oder 1798 im Bertie County, North Carolina) war ein US-amerikanischer Politiker. Zwischen 1793 und 1795 vertrat er den Bundesstaat North Carolina im US-Repräsentantenhaus.

## Werdegang
Das Geburtsdatum von William Dawson ist unbekannt und sein Sterbedatum wird in den Quellen unterschiedlich mit 1796 bzw. 1798 angegeben. Er war ein Enkel des kolonialen Gouverneurs Gabriel Johnston (1699–1752). Sein anderer Großvater war William Dawson (gestorben 1752), der der zweite Präsident des College of William & Mary war. Über die Kindheit und Jugend des jüngeren William Dawson ist nichts bekannt. Später begann er in North Carolina eine politische Laufbahn. In den Jahren 1788 und 1789 war er Delegierter auf einer Versammlung zur Überarbeitung der Staatsverfassung. 1791 wurde er Abgeordneter im Repräsentantenhaus von North Carolina. Im selben Jahr gehörte er zu einer Kommission, die die Stadt Raleigh zur Hauptstadt von North Carolina bestimmte.
Bei den Kongresswahlen des Jahres 1792 wurde Dawson als Kandidat der Anti-Administration Party im ersten Wahlbezirk von North Carolina in das US-Repräsentantenhaus gewählt, wo er am 4. März 1793 die Nachfolge von John Baptista Ashe antrat. Da er im Jahr 1794 nicht bestätigt wurde, konnte er bis zum 3. März 1795 nur eine Legislaturperiode im Kongress absolvieren. Nach seinem Ausscheiden aus dem US-Repräsentantenhaus zog sich Dawson aus der Politik zurück.